# Waterfall Bay Falls
Die Waterfall Bay Falls sind ein Wasserfall auf der Nordinsel Neuseelands. Er liegt im Lauf des Baker Stream und stürzt in  die Waterfall Bay, eine Nebenbucht des Manukau Harbour an dessen Nordufer im Gebiet der Ortschaft  Huia in der Region Auckland. Seine Fallhöhe beträgt etwa 10 Meter.
Vom Ortsteil Little Huia führt die unbefestigte Whatipu Road nach 21 km zu einem Besucherparkplatz. Von hier aus leitet der Destruction Gully Track in rund einer Stunde Gehzeit zum Wasserfall. Seit Anfang Mai 2018 sind die Wanderwege in den Waitākere Ranges, und damit auch der Zugang zum Wasserfall, zur Vermeidung der Ausbreitung einer durch Eipilze der Gattung Phytophthora hervorgerufenen Mykose gesperrt, die eine Wurzelfäule beim Neuseeländischen Kauri-Baum verursacht.